# Dover (Pennsylvanie)
Pour les articles homonymes, voir Dover.
Dover est un borough du comté de York en Pennsylvanie, aux États-Unis.